# Heimbach (Orke)
Der Heimbach ist ein knapp 8,6 km langer, nördlicher und orografisch linker linker Zufluss der Orke im Gemeindegebiet von Lichtenfels im nordhessischen Landkreis Waldeck-Frankenberg (Deutschland). 

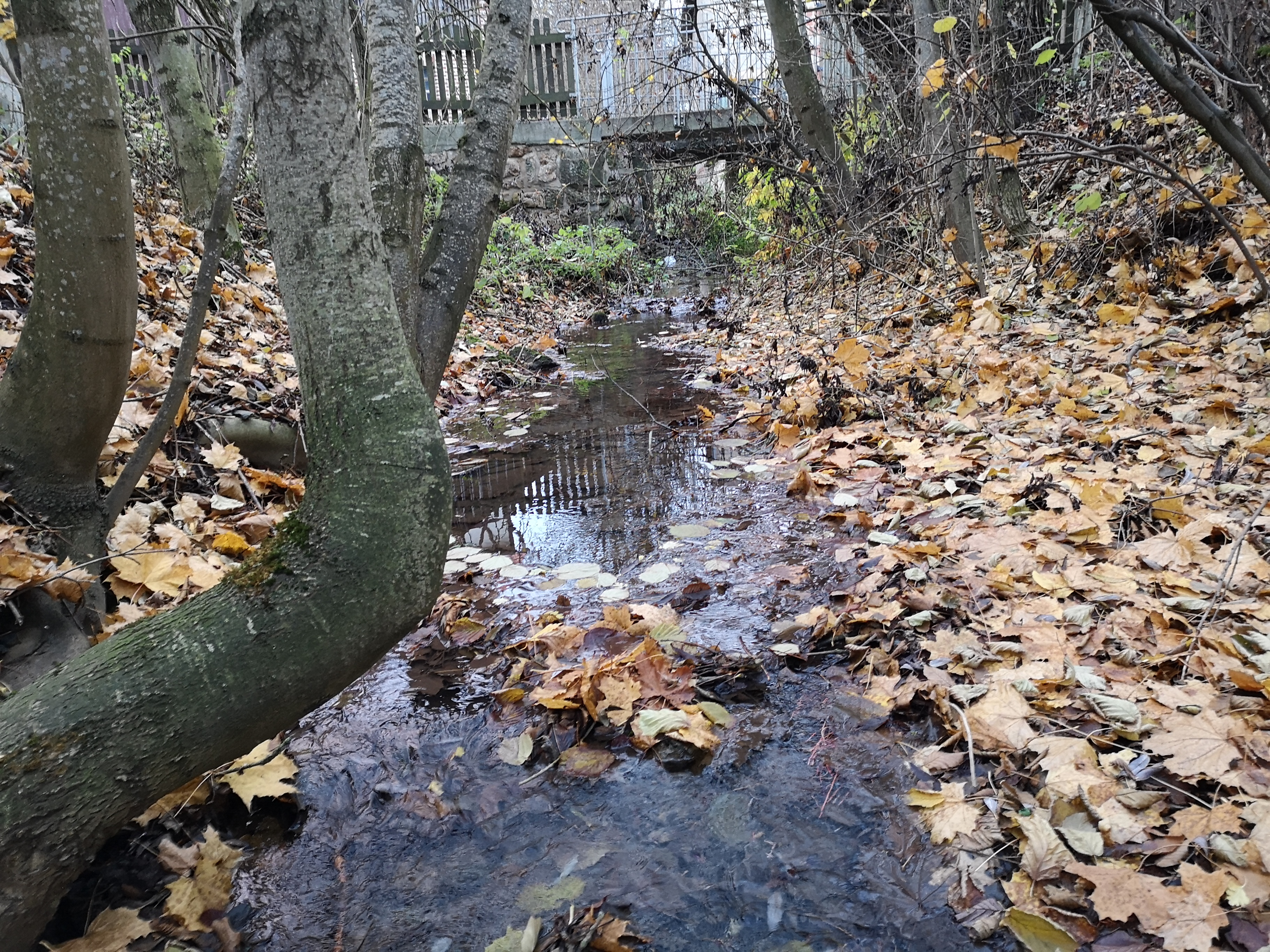
Heimbach innerhalb der Ortslage von Goddelsheim

## Verlauf
Der Heimbach entspringt im Korbacher Land auf dem Goddelsheimer Feld. Seine Quelle liegt 350 m nördlich vom Dorfrand des Lichtenfelser Ortsteils Goddelsheim und wenige Meter östlich der Kreisstraße 55 (Goddelsheim–Hillershausen). Sie befindet sich auf rund 405 m ü. NHN.
Anfangs fließt der überwiegend südostwärts gerichtete Heimbach entlang der K 55 durch Goddelsheim und dann in landwirtschaftlich genutztem Gebiet vorbei an der Oppermanns- und Seebolds- zur Fuchsmühle, wo mit dem aus Richtung des beim Gut Schaaken liegenden, einstigen Kloster Schaaken kommenden Schaakenbach sein längster Zufluss einmündet. Fortan fließt der Bach in nun von bewaldeten Berghängen gesäumtem Tal, in dem mehrere kleine Bäche einmünden, weiter zur und vorbei an der Ober- und Untermühle. Zwischen diesen Mühlen unterquert er die K 50 (Fürstenberg–Rhadern) und den Herkulesweg. Dabei passiert er die zu Lichtenfels gehörende Landstadt Fürstenberg, der östlich oberhalb des Bachs liegt. Hier tritt er in die Örksche Schweiz (Waldeckische Schweiz) ein.
Etwa 1,7 km südsüdöstlich unterhalb der Brücke mündet der Heimbach knapp 400 m östlich des Schlosses Reckenberg nahe dem Orke-Kilometer 5,5 auf 274,6 m Höhe in den dort von Westen kommenden Eder-Zufluss Orke.

## Einzugsgebiet und Zuflüsse
Das Einzugsgebiet des Heimbachs ist 28,034 km² groß. Zu seinen Zuflüssen gehört der 4,6 km lange Schaakenbach, der linksseitig beim Heimbachkilometer 4,85 einmündet und dessen Einzugsgebiet 9,394 km² groß ist.

## Naturräumliche Zuordnung
Der Heimbach fließt in seinem quellnahen Oberlaufbereich in der naturräumlichen Haupteinheitengruppe Westhessisches Berg- und Senkenland (Nummer 34), der Haupteinheit Waldecker Gefilde (3401) und der Untereinheit Korbacher Land (3401.1) durch den Naturraum Goddelsheimer Feld (3401.12) sowie für den Großteil seines Verlaufs in der Haupteinheitengruppe Süderbergland (33), der Haupteinheit Ostsauerländer Gebirgsrand (332) und der Untereinheit Waldstruth (332.3) durch die Naturräume Aarstruth (332.34) und Örksche Schweiz (332.33).

## Schutzgebiete
Ein mündungsnaher Unterlaufabschnitt des Heimbachs fließt im Vogelschutzgebiet Hessisches Rothaargebirge (VSG-Nr. 4917-401; 272,73 km²) und im Fauna-Flora-Habitat-Gebiet Obere Eder (FFH-Nr. 4917-350; 23,35 km²).

## Verkehr und Wandern
Entlang dem Oberlauf des Heimbachs führen die Kreisstraße 55, die von Goddelsheim nordwestwärts nach Hillershausen verläuft, und die K 52, die von Immighausen nach Goddelsheim führt. Etwas weiter bachabwärts wird das Fließgewässer von der K 50 überbrückt, die von Fürstenberg westwärts nach Rhadern verläuft. Ansonsten führen neben Fahrwegen mehrere Feld- und Waldwege entlang des Bachs, auf denen gewandert werden kann; zudem überquert den Bach bei Fürstenberg der Herkulesweg.